# Kolonistugan
Gert Fylking har skrivit enaktaren Kolonistugan. Den utspelar sig i en svensk idyll, med en familj och ett oväntat besök som ingredienser. Det som börjar som en sommardag som alla andra utvecklar sig till en dag där rädslor breder ut sig som en tung, våt filt över den så trevliga familjen. Under ytan lurar fientlighet mot den blonda flickan som råkar hamna hos familjen Jakobsson, utanför deras kolonistuga.
Kolonistugan har bland annat spelats av Sundsvalls StudentTeater.